# Miracle économique japonais
Le miracle économique japonais est le nom donné à la forte expansion économique du Japon dans les décennies qui suivent la Seconde Guerre mondiale. Ruiné après sa capitulation, le pays devient dès la fin des années 1960 la deuxième puissance économique mondiale. La croissance ne prend fin qu'avec l'éclatement de la bulle immobilière et financière au début des années 1990.

## Après-guerre

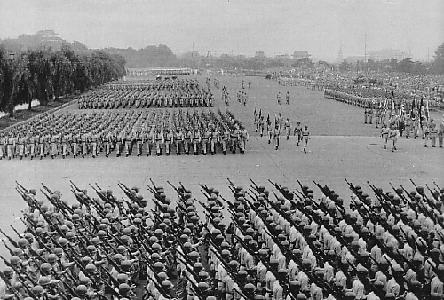
Parade militaire de l'armée américaine sur la place du palais impérial à Tokyo, le 5 juin 1948. Le pays étant occupé militairement, l'économie japonaise peut redécoller sans avoir à dépenser de crédits pour son industrie militaire nationale : les JSDF ne se reconstituèrent qu'en 1954, sous l'égide de conseillers militaires américains.

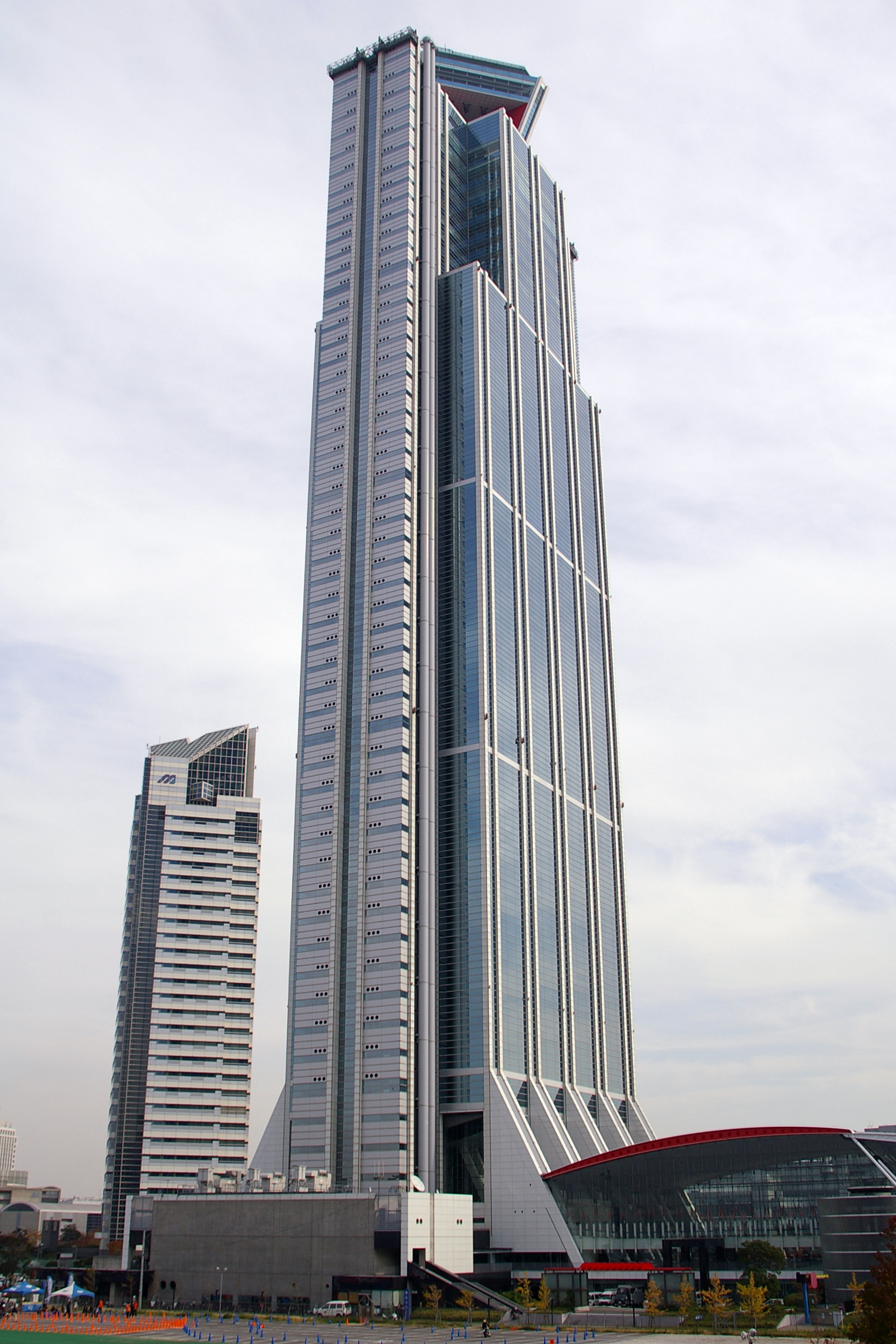
Le World Trade Center d'Osaka, symbole du dynamisme financier retrouvé de ses keiretsu.

Après avoir accédé au rang de puissance industrielle, le pays est anéanti en 1945 après sa capitulation face aux Alliés. Il a échoué dans sa tentative de contrôle de l'Asie de l'Est et a perdu les territoires qu'il occupait sur le continent asiatique. La Guerre du Pacifique a été coûteuse en hommes et le pays se retrouve sans ressources naturelles. Après la capitulation, le pays doit d'abord lutter contre la famine de sa population durant l'occupation américaine, avant de bénéficier du coup de pouce de son vainqueur. Le redémarrage concret de l'économie n'est observable qu'à compter de 1952.
Dès le 4 avril 1947, les États-Unis soucieux de favoriser une reconstruction rapide de l’économie du pays, suspendent le paiement des réparations japonaises. De cette date à février 1948, les conditions du redressement sont réunies : dévaluation du yen par rapport au dollar, rétablissement de l’équilibre budgétaire, reconstitution des chantiers navals, faveurs faites de nouveau aux grandes entreprises pour des raisons de rationalisation de la production .
Le plan Dodge d'assainissement économique du Japon imposé par les États-Unis le 15 avril 1949 lutte avec succès contre l'inflation (malgré une décélération intense du rythme de croissance) et aboutit à un Yen de nouveau fortement et délibérément sous-évalué, de l'ordre de 20 % de son cours marchand (360 yens pour un dollar) stimulant la reprise des exportations.

## Boom
Avec l'occupation américaine de l'archipel japonais et la Guerre de Corée qui a déplacé le front chaud de la guerre froide de l'Occident à l'Extrême-Orient, le Japon se trouve en première ligne pour les fournitures militaires dont les industries japonaises profitent. Elles profitent aussi de l'enseignement américain pour la production de masse et le contrôle de qualité. Les travailleurs japonais se distinguent par leur grande productivité et leur respect de la hiérarchie, dans une société où règne une grande cohésion sociale. Il faut également prendre en compte le fait que de nombreux ingénieurs travaillant pendant la Seconde Guerre mondiale dans le secteur militaire se sont ensuite reconvertis, et avec leurs qualifications, dans l'industrie civile (automobile, outillage industriel, électroménager, etc.).
La croissance est aussi liée à une forte augmentation de la population, liée au rapatriement des « colons » installés avant-guerre dans les territoires sous contrôle japonais et à un fort taux de natalité : entre 1945 et 1960, la population passe de 72 à 93 millions d'habitants.
Pendant trois décennies (années 1960, 1970, et 1980), la croissance du Japon est spectaculaire. Durant le Boom Izanagi (1965-1970), le PNB croit à un rythme annuel de 11,5 % et dès 1968, le Japon devient la 2e puissance économique mondiale.
Depuis les années 1980, la croissance du Japon et le développement des méthodes de travail japonaises influencent la forte croissance des pays de l'Asie du Sud-Est.

## Fin
On peut situer l’apogée du « miracle Japonais » vers 1988 : le Japon est alors numéro un mondial de la banque, et de l’industrie électronique et automobile. L'éclatement de la bulle spéculative japonaise au début des années 1990 met fin au miracle économique et fait place à la décennie perdue.